# Tytthoscincus butleri
Espèce
Synonymes
- Lygosoma butleri Boulenger, 1912
- Sphenomorphus butleri Boulenger, 1912

Tytthoscincus butleri est une espèce de sauriens de la famille des Scincidae.

## Répartition
Cette espèce se rencontre en Thaïlande et en Malaisie péninsulaire.

## Description
L'holotype mesure 43 mm de longueur standard.

## Étymologie
Cette espèce est nommée en l'honneur d'Arthur Lennox Butler.

## Publication originale
- Boulenger, 1912 : A vertebrate fauna of the Malay Peninsula from the Isthmus of Kra to Singapore incl. the adjacent islands. Reptilia and Amphibia, London, Taylor & Francis, p. 1-294 (texte intégral).